# Ettore Fieramosca (1931)
«Етторе Ф'єрамоска» (італ. Ettore Fieramosca) — військовий корабель, крейсерський підводний човен, єдиний у своєму типі, Королівських ВМС Італії за часів Другої світової війни.
«Етторе Ф'єрамоска» був закладений 17 липня 1926 року на верфі компанії Cantieri navali Tosi di Taranto у Таранто. 14 червня 1929 року він був спущений на воду, а 15 грудня 1931 року увійшов до складу Королівських ВМС Італії.

## Історія служби
Після введення в експлуатацію «Етторе Ф'єрамоска» почав службу в Середземному морі, ставши частиною 1-ї ескадри 1-ї флотилії підводних човнів у Спеції. У 1935 році переданий до складу 2-ї ескадри 1-ї флотилії підводних човнів.
Під час громадянської війни в Іспанії корабель, що входить до складу 2-ї флотилії підводних човнів, з базуванням у Неаполі, здійснив два бойові походи, діючи під командуванням капітана корвета (італ. capitano di corvetta) Маріо Барталезі на боці іспанських націоналістів. 21 грудня 1936 року «Етторе Ф'єрамоска» вирушив з Ліворно в перший бойовий похід — до Валенсії. 27 грудня корабель випустив три торпеди по республіканському крейсеру «Мендес Нуньєс», але жодна з них не влучила. Пізніше італійський підводний човен провів невдалі торпедні атаки іспанських есмінців типу «Чуррука» «Санчес Баркайстегі» і «Гравіна».
5 січня 1937 року човен повернувся до Ла-Спеції. 28 січня «Етторе Ф'єрамоска» вийшов на друге патрулювання, але через технічні проблеми йому довелося повернутися на базу. Після необхідного ремонту 2 лютого він вийшов зі Спеції, прямуючи до акваторії в районі Барселони. Цього разу він не атакував судна, а двічі (8 і 9 лютого) обстріляв порт з використанням 10 і 25 снарядів калібру 120 мм. До кінця конфлікту «Етторе Ф'єрамоска» здійснив ще два рейси: до Тунісу та до Барселони.
10 червня 1940 року, коли Італія напала на Францію, крейсерський підводний човен входив до складу 11-ї ескадри підводних човнів 1-ї флотилії в Спеції (разом з «П'єтро Кальві», «Джузеппе Фінці» та «Енріко Таццолі»). Ще до початку війни «Етторе Ф'єрамоска», «Себастьяно Веньєро», «Гондар», «Негеллі», «Ладзаро Моченіго», H 1, H 4, H 6 і H 8 були відправлені у район на підступах до Генуезької затоки. Під час другого чергування (19–25 червня) неподалік від французького Єра на кораблі стався вибух акумуляторної батареї, в результаті чого йому довелося терміново повернутися в Спецію, де він став на тривалий ремонт. Внаслідок вибуху поранено 10 членів екіпажу ПЧ.
15 жовтня 1940 року «Етторе Ф'єрамоска» був переведений до новоствореної школи підводних човнів у Полі під командуванням капітана Кріштіану Масі. До березня 1941 року корабель взяв участь у 28 навчальних походах з підготовки екіпажів підводних човнів Королівських ВМС Італії.
10 квітня 1941 року корабель знято з озброєння та виведено з експлуатації. 18 жовтня 1946 року «Етторе Ф'єрамоска» списаний з флоту й переданий на утилізацію.